# Чичилијано (Рим)
Чичилијано (итал. Ciciliano) је насеље у Италији у округу Рим, региону Лацио.
Према процени из 2011. у насељу је живело 1117 становника. Насеље се налази на надморској висини од 570 м.

## Становништво
Према резултатима пописа становништва 2011. у општини је живело 1.353 становника.
| 1936. | 1951. | 1961. | 1971. | 1981. | 1991. | 2001. | 2011. |
| ----- | ----- | ----- | ----- | ----- | ----- | ----- | ----- |
| 1.729 | 1.469 | 1.172 | 1.033 | 1.028 | 1.073 | 1.133 | 1.353 |